# Shane Larkin
DeShane Davis Larkin, detto Shane (Cincinnati, 2 ottobre 1992), è un cestista statunitense naturalizzato turco.

## Biografia
Suo padre Barry è stato un giocatore di baseball professionista nella MLB, più volte all-star.

## College
Larkin trascorre due stagioni con i Miami Hurricanes, chiude il suo secondo ed ultimo anno in Florida con quasi 15 punti di media ed è una delle colonne portanti della squadra che raggiungerà, per la seconda volta nella propria storia, le Sweet Sixteen.

## Carriera professionistica

### Dallas Mavericks
Il 27 giugno 2013 è stato chiamato nel Draft NBA dagli Atlanta Hawks con la 18ª scelta assoluta ma subito dopo viene scambiato ai Dallas Mavericks in cambio di Lucas Nogueira, Mike Muscala e Jared Cunningham.

### New York Knicks
Il 25 giugno 2014 passa ai New York Knicks, nello scambio che porta Tyson Chandler e Raymond Felton a Dallas per lo stesso Larkin, Wayne Ellington, José Calderón, Samuel Dalembert e due scelte al secondo giro del Draft 2014.

### Brooklyn Nets
Il 9 luglio, 2015, firma per i Brooklyn Nets. Debutta con la squadra contro i Chicago Bulls il 28 ottobre, segnando sei punti e ottenendo otto assist, giocando come titolare nella sconfitta per 115–100. Il 13 gennaio 2016 segna il suo record stagionale di 17 punti partendo dalla panchina contro la sua ex squadra, i New York Knicks..
L'11 aprile segna 20 punti, suo massimo in carriera, nella sconfitta per 120–111 contro i Washington Wizards.

### Baskonia
Il 10 agosto 2016, firma un contratto annuale con il Baskonia.

### Boston Celtics
Il 31 luglio 2017, Larkin firma con i Boston Celtics.

### Anadolu Efes
Il 26 luglio 2018, Larkin firma un contratto annuale con l'Anadolu Efes.
Il 29 novembre 2019 ha stabilito il record di punti segnati in una partita di Eurolega, mettendo a segno 49 punti, con 5/7 da due, 10/12 da tre e 9/10 ai liberi. Record superato il 29 marzo 2024 da Nigel Hayes-Davis che ha segnato 50 punti per il Fenerbahce Beko Istanbul nella gara con l'Alba Berlino.
Il 30 maggio 2021 si laurea campione europeo battendo Barcellona in finale di Eurolega.
Il 21 maggio 2022 ripete l'impresa battendo il Real Madrid in finale.
In seguito al rifiuto per le qualificazioni al preolimpico del 2023 la federazione turca gli ha revocato la nazionalità turca, salvo poi essere reintegrato nella finestra di febbraio 2025 delle  Qualificazioni all'europeo 2025.

## Statistiche

### College
| Anno      | Squadra          | PG | PT | MP   | TC%  | 3P%  | TL%  | RP  | AP  | PRP | SP  | PP   |
| --------- | ---------------- | -- | -- | ---- | ---- | ---- | ---- | --- | --- | --- | --- | ---- |
| 2011-2012 | Miami Hurricanes | 32 | 19 | 25,6 | 36,0 | 32,3 | 85,7 | 2,5 | 2,5 | 1,6 | 0,1 | 7,4  |
| 2012-2013 | Miami Hurricanes | 36 | 35 | 36,4 | 47,9 | 40,6 | 77,7 | 3,8 | 4,6 | 2,0 | 0,1 | 14,5 |
| Carriera  | Carriera         | 68 | 54 | 31,3 | 43,8 | 37,5 | 80,8 | 3,2 | 3,6 | 1,8 | 0,1 | 11,2 |

### NBA

#### Regular Season
| Anno      | Squadra          | PG  | PT | MP   | TC%  | 3P%  | TL%  | RP  | AP  | PRP | SP  | PP  |
| --------- | ---------------- | --- | -- | ---- | ---- | ---- | ---- | --- | --- | --- | --- | --- |
| 2013-2014 | Dallas Mavericks | 48  | 0  | 10,2 | 38,0 | 31,6 | 64,0 | 0,9 | 1,5 | 0,5 | 0,0 | 2,8 |
| 2014-2015 | N.Y. Knicks      | 76  | 22 | 24,5 | 43,3 | 30,2 | 78,2 | 2,3 | 3,0 | 1,2 | 0,1 | 6,2 |
| 2015-2016 | Brooklyn Nets    | 78  | 17 | 22,4 | 44,2 | 36,1 | 77,6 | 2,3 | 4,4 | 1,2 | 0,2 | 7,3 |
| 2017-2018 | Boston Celtics   | 54  | 2  | 14,4 | 38,4 | 36,0 | 86,5 | 1,7 | 1,8 | 0,5 | 0,0 | 4,3 |
| Carriera  | Carriera         | 256 | 41 | 19,1 | 42,2 | 33,6 | 77,7 | 1,9 | 2,9 | 0,9 | 0,1 | 5,5 |

#### Playoffs
| Anno     | Squadra          | PG | PT | MP   | TC%  | 3P%  | TL% | RP  | AP  | PRP | SP  | PP  |
| -------- | ---------------- | -- | -- | ---- | ---- | ---- | --- | --- | --- | --- | --- | --- |
| 2014     | Dallas Mavericks | 2  | 0  | 5,0  | 0,0  | 0,0  | -   | 0,5 | 1,0 | 0,0 | 0,0 | 0,0 |
| 2018     | Boston Celtics   | 11 | 0  | 14,0 | 45,7 | 30,8 | 100 | 1,0 | 1,8 | 0,5 | 0,0 | 3,7 |
| Carriera | Carriera         | 13 | 0  | 12,6 | 42,1 | 28,6 | 100 | 0,9 | 1,7 | 0,4 | 0,0 | 3,2 |

### Eurolega
| Anno       | Squadra        | PG  | PT  | MP    | TC%  | 3P%  | TL%  | RP  | AP  | PRP | SP  | PP    |
| ---------- | -------------- | --- | --- | ----- | ---- | ---- | ---- | --- | --- | --- | --- | ----- |
| 2016-2017  | Saski Baskonia | 33  | 33  | 28,9  | 40,6 | 34,3 | 79,7 | 2,7 | 5,7 | 1,3 | 0,2 | 13,1  |
| 2018-2019  | Anadolu Efes   | 35  | 12  | 22,0  | 49,8 | 44,9 | 86,6 | 2,2 | 3,1 | 0,9 | 0,1 | 12,5  |
| 2019-2020  | Anadolu Efes   | 25  | 15  | 30,0  | 53,0 | 50,9 | 90,3 | 3,1 | 4,1 | 1,3 | 0,0 | 22,2* |
| 2020-2021† | Anadolu Efes   | 35  | 17  | 28,6  | 43,9 | 39,2 | 86,2 | 2,3 | 4,1 | 1,2 | 0,1 | 15,1  |
| 2021-2022† | Anadolu Efes   | 39  | 28  | 31,9* | 43,6 | 38,2 | 89,8 | 3,0 | 5,3 | 1,3 | 0,0 | 14,7  |
| 2022-2023  | Anadolu Efes   | 17  | 8   | 28,6  | 43,8 | 38,5 | 79,6 | 2,5 | 4,8 | 1,1 | 0,0 | 11,9  |
| 2023-2024  | Anadolu Efes   | 35  | 33  | 31,6  | 46,0 | 39,1 | 90,8 | 2,8 | 5,1 | 1,1 | 0,1 | 16,8  |
| 2024-2025  | Anadolu Efes   | 28  | 11  | 26,2  | 43,1 | 39,3 | 86,9 | 2,6 | 4,5 | 1,2 | 0,0 | 11,7  |
| Carriera   | Carriera       | 247 | 157 | 28,5  | 45,4 | 40,5 | 86,9 | 2,6 | 4,6 | 1,2 | 0,1 | 14,7  |

## Palmarès

### Club

#### Competizioni nazionali
- Campionato turco: 3

Anadolu Efes: 2018-19, 2020-21, 2022-23
- Coppa di Turchia: 1

Anadolu Efes: 2022
- Coppa del Presidente: 4

Anadolu Efes: 2018, 2019, 2022, 2024

#### Competizioni internazionali
- Eurolega: 2

Anadolu Efes: 2020-21 2021-22

### Individuale
- MVP Finali Campionato Turco:1

Anadolu Efes: 2018-19
- All-Euroleague Second Team: 1

Anadolu Efes: 2020-21
- All-Euroleague First Team: 1

Anadolu Efes: 2021-22
- All-25 Euroleague team